# La Calmette
La Calmette là một xã trong tỉnh Gard thuộc vùng Occitanie, phía nam nước Pháp. Xã La Calmette nằm ở khu vực có độ cao trung bình 52 mét trên mực nước biển.